# Sandoxalis
Sandoxalis (Oxalis adenophylla) är en harsyreväxtart som beskrevs av John Gillies. Sandoxalis ingår i släktet oxalisar, och familjen harsyreväxter. Inga underarter finns listade i Catalogue of Life.